# Jeffrey Tayler
Jeffrey Louis Tayler (geboren 31. März 1961) ist ein US-amerikanischer Journalist.

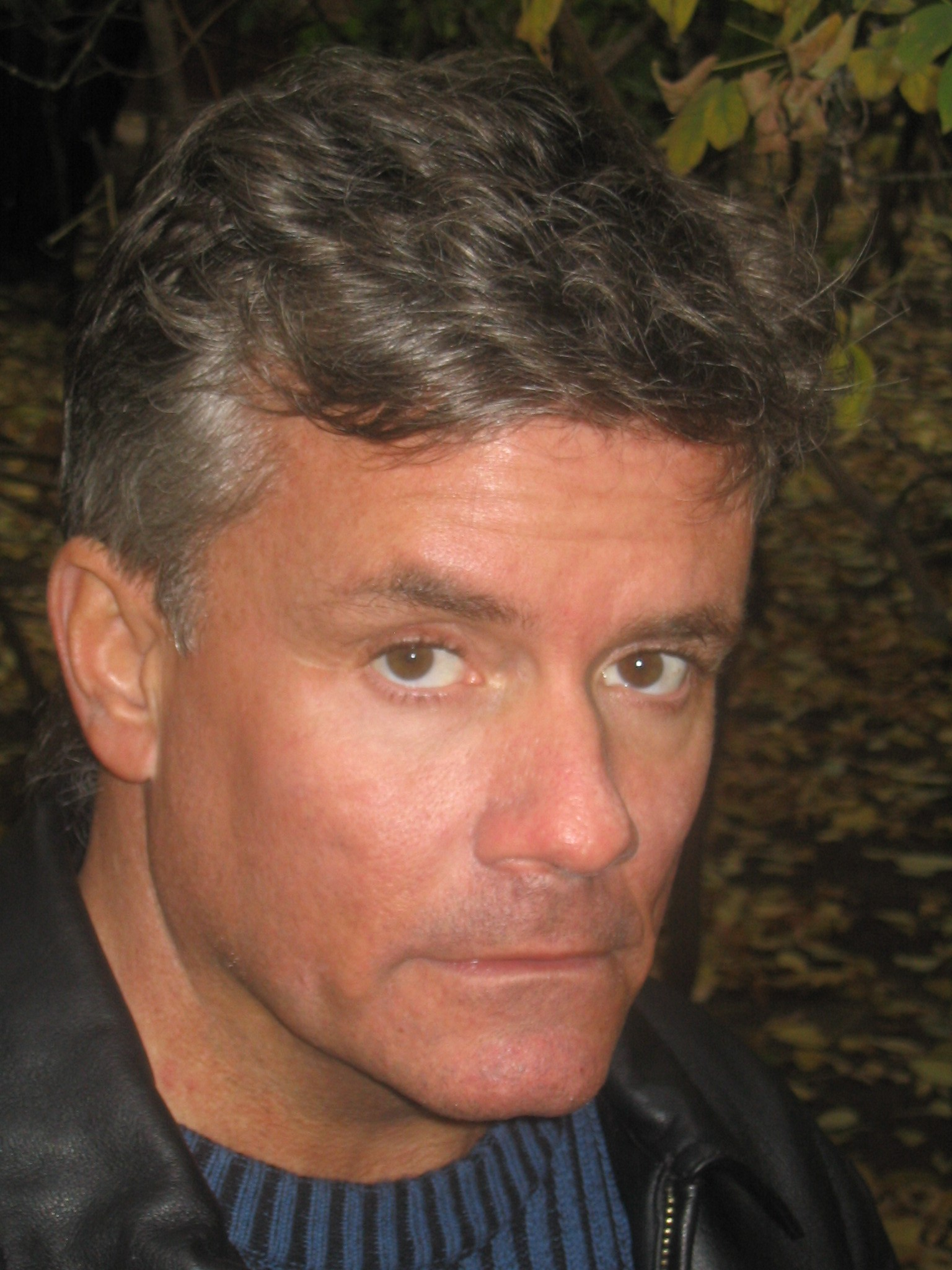
Jeffrey Tayler (2011)

## Leben
Jeffrey Tayler studierte an der Syracuse University (B.A.) und an der University of Virginia und machte 1986 einen M.A. über sowjetische Geschichte. Tayler war von 1988 bis 1990 Freiwilliger im Peace Corps und war in Marokko eingesetzt. Ab 1993 arbeitete er in Moskau als Russland-Korrespondent des Magazins Atlantic Monthly. Beiträge von ihm erschienen außerdem in National Geographic Magazine, National Geographic Traveler, Condé Nast Traveler, The Smithsonian Magazine, Foreign Policy, Salon, The American Scholar, Quillette, Men’s Journal und Harper’s Magazine. Er schrieb eine Vielzahl von Büchern zu verschiedenen Weltregionen.
Tayler ist polyglott und spricht Russisch, Arabisch, Französisch und Griechisch.

## Werke (Auswahl)
- The problem of the Soviet famine of 1932–1933 : an investigation. M.A. University of Virginia, 1986
- Siberian Dawn: A Journey Across the New Russia. St. Paul, Minn. : Ruminator Books, 1999
- Facing the Congo: A Modern-Day Journey into the Heart of Darkness. London : Abacus, 2000
- Valley of the Casbahs: A Journey Across the Moroccan Sahara. London : Abacus, 2003
- Glory in a Camel's Eye: A Perilous Trek Through the Greatest African Desert. Boston, Mass : Houghton Mifflin Harcourt, 2003
- The lost kingdoms of Africa : through Muslim Africa by truck, bus, boat and camel. London : Abacus, 2005
- River of No Reprieve: Descending Siberia's Waterway of Exile, Death, and Destiny. Boston, Mass : Houghton Mifflin Harcourt, 2006
- Murderers in Mausoleums: Riding the Back Roads of Empire Between Moscow and Beijing. Boston : Houghton Mifflin, 2009
- Topless Jihadis: Inside Femen, the world’s most provocative activist group. Washington: Atlantic Books, 2013
- Nina Khrushcheva, Jeffrey Tayler: In Putin's footsteps: searching for the soul of an empire across Russia's eleven time zones. New York: St Martin's Press, 2019